# Il prezzo della passione
Il prezzo della passione è un film per la televisione del 1990 diretto da Richard A. Colla.

## Trama
La candidata al sindaco Patricia Sparks è perseguitata da un killer che le impedisce di proseguire la sua avviata carriera politica.